# Germanenexkurs
Als Germanenexkurs werden die Kapitel 21–28 in Caesars sechstem Buch seines Werkes De bello Gallico bezeichnet. Diese Passage fügt sich in eine Reihe von geographisch-ethnographischen Exkursen in diesem Werk ein. Weitere Exkurse sind der Suebenexkurs (IV 1,1–3), der Maas/Rhein-Exkurs (IV 10), der Britannienexkurs (V, 12–14) und der dem Germanenexkurs unmittelbar vorausgehende Gallierexkurs (VI, 11–20).
Der Germanenexkurs gilt als eine der ersten Quellen über das Leben der Germanen überhaupt. Zwar erwähnte Poseidonios schon Germanoi, jedoch ohne sie zu lokalisieren. Nach Künzl war Caesar „der erste, der sie historisch wirksam beschrieb und damit zu einer geschichtlichen Realität machte.“ Erst später beschäftigt sich Tacitus in seiner „Germania“ genauer mit diesem Volk.

## Inhalt und Gliederung
Caesar unterscheidet erstmals Gallier und Germanen, als deren Grenze er den Rhein ansieht. Vor allem die unterschiedlichen Sitten und Gebräuche dieser beiden Völker waren ein Unterscheidungskriterium (Germani multum ab hac consuetudine differunt. VI,21,1). Darauf geht Caesar in den einzelnen Kapiteln genauer ein.
Folgende Gliederung des Exkurses lässt sich erkennen:
- Kap. 21, 
  - 1–2: Religion, einfache Naturreligion; als Götter werden nur Sol (Sonne), Vulcanus (Feuer) und Luna (Mond) genannt
  - 3–5: Lebensweise, Jagd und Krieg als einzige Tätigkeiten, lange Enthaltsamkeit als Voraussetzung für Stärke.
- Kap. 22, 
  - 1: wenig Ackerbau, Nahrung größtenteils Milch, Käse und Fleisch
  - 2–4: Agrarkommunismus zur Verhinderung der Unterdrückung Schwächerer
- Kap. 23: Kriegswesen und Staatsverfassung (Ödlandgürtel, Kriegsordnung, Raubzüge, Gastfreundlichkeit)
- Kap. 24: direkter Vergleich von Galliern und Germanen (Gallier aufgrund der Nähe zur römischen Provinz den Germanen an Stärke unterlegen)
- Kap. 25–28: Tiere im Herkynischen Wald. Die Echtheit dieser vier Kapitel ist umstritten.